# Polideportivo Víctor Nethol
El Polideportivo del Club de Gimnasia y Esgrima La Plata Víctor Nethol, el Poli, como se lo conoce comúnmente, es una instalación deportiva ubicada en la calle 4 entre 51 y 53 de la ciudad de La Plata, inaugurada en 1978. Incluye gimnasios, pista de patín, sauna y una pista polideportiva con capacidad para 3000 personas. Su uso principal son los entrenamientos y partidos de baloncesto, futsal y voleibol de primera división del Club de Gimnasia y Esgrima La Plata, aunque también es usado para celebrar conciertos y otros eventos de carácter cultural, donde su capacidad se aumenta hasta los 5000 espectadores.
Con una inversión de 1,3 millones de dólares comenzó en diciembre de 2009 la remodelación del Poli, se colocaron asientos en las populares para readaptarlos a plateas, se independizó de la Sede y se remodeló el frente de la sede social a fin de unificar la imagen.

## Eventos deportivos
- Finales del Torneo Nacional de Ascenso en 2000 y 2001.
- Finales de la Liga Nacional en 2004.
- Campeonato Sudamericano de Clubes de Voleibol Femenino 2016
- Juego de las Estrellas de la Liga Nacional de Básquet 2016